# Jan Balachowski
Jan Balachowski (* 28. Dezember 1948 in Krakau, Polen) ist ein ehemaliger polnischer Leichtathlet.

## Karriere
Bei den Europäischen Hallenspielen 1967 in Prag startete er in der polnischen Viermal-Zwei-Runden-Staffel mit Edmund Borowski nur ein Läufer, der im Jahr zuvor mit der polnischen 4-mal-400-Meter-Staffel Europameister geworden war. Außer Borowski wurden Edward Romanowski, Tadeusz Jaworski und der gerade 18-jährige Jan Balachowski eingesetzt. Die Staffel gewann Silber hinter der Staffel der Sowjetunion.
Ein Jahr später bei den Europäischen Hallenspielen 1968 in Madrid gewann Jan Balachowski im 400-Meter-Lauf Bronze in 47,3 Sekunden, Gold holte sein Landsmann Andrzej Badeński. Die polnische Vier-mal-zwei-Runden-Staffel mit Waldemar Korycki, Jan Balachowski, Jan Werner und Andrzej Badeński gewann Gold vor der Staffel aus der Bundesrepublik Deutschland. Im Herbst bei den Olympischen Spielen 1968 in Mexiko-Stadt schied Jan Balachowski im Viertelfinale über 400 Meter in 46,33 Sekunden aus. Im Staffelfinale entwickelte sich hinter den Staffeln aus den Vereinigten Staaten und aus Kenia zwischen den Staffeln aus der Bundesrepublik Deutschland und aus Polen ein spannender Kampf bis zur Ziellinie, wo der deutsche Schlussläufer Martin Jellinghaus eine Hundertstelsekunde Vorsprung vor Andrzej Badeński hatte. Die polnische Staffel wurde in 3:00,58 Minuten Vierte in der Besetzung Stanisław Grędziński, Jan Balachowski, Jan Werner und Badeński.
Bei den Europäischen Hallenspielen 1969 in Belgrad gewann Jan Balachowski über 400 Meter in 47,3 Sekunden Gold vor Jan Werner. In der Vier-mal-zwei-Runden-Staffel gewannen Werner, Jan Radomski, Badeński und Balachowski den Titel knapp vor der Staffel aus der Sowjetunion. Im Freien bei den Europameisterschaften 1969 in Athen kämpfte die polnische Staffel mit Balachowski, Grędziński, Badeński und Einzeleuropameister Jan Werner hinter den Franzosen und der Staffel aus der Sowjetunion erneut mit der Staffel aus der Bundesrepublik Deutschland um Bronze. Schlussläufer der Deutschen war wieder Martin Jellinghaus, der Jan Werner praktisch auf der Ziellinie abfing. In 3:03,1 Minuten waren die Polen wie in Mexiko-Stadt nur Vierte geworden.
1970 wurden die Europäischen Hallenspiele durch die offizielle Halleneuropameisterschaften abgelöst. Bei den ersten Halleneuropameisterschaften 1970 in Wien gab Jan Balachowski im Einzelfinale über 400 Meter auf. In der Vier-mal-zwei-Runden-Staffel wurden die Polen mit Werner, Grędziński, Balachowski und Badeński Zweite hinter der Staffel aus der Sowjetunion.
Ein Jahr später bei der zweiten Halleneuropameisterschaften in Sofia trat Balachowski zum Finale über 400 Meter nicht an. Die Staffel, die diesmal eine echte 4-mal-400-Meter-Staffel war, gewannen Korycki, Werner, Badeński und Balachowski in 3:11,1 Minuten deutlich vor der sowjetischen Staffel. Im Sommer fanden in Helsinki die Europameisterschaften 1971 statt. Die polnische Staffel in der Aufstellung Badeński, Balachowski, Korycki und Werner gewann Silber in 3:03,6 Minuten hinter der Staffel aus der Bundesrepublik.
Bei den Halleneuropameisterschaften 1972 in Grenoble stand Jan Balachowski erneut mit der 4x2-Runden-Staffel auf dem Siegerpodest. Werner, Korycki, Balachowski und Badeński gewannen vor der Staffel aus der BRD. Bei den Olympischen Spielen 1972 in München erreichte die polnische Staffel mit Werner, Balachowski, Zbigniew Jaremski und Badeński das Finale und wurde in 3:01,05 Minuten Fünfte.
Die Bestzeit von Jan Balachowski beträgt handgestoppt 45,8 Sekunden. Seine elektronisch gemessene Bestzeit von 46,23 Sekunden stellte er im Vorlauf der Olympischen Spiele 1968 auf.
Bei einer Körpergröße von 1,83 m betrug sein Wettkampfgewicht 76 kg.